# Monterrei
Monterrei és un municipi de la província d'Ourense a Galícia. Pertany a la Comarca de Verín.
| 4.233 | 5.156 | 6.108 | 5.005 | 3.187 |
| Fonts: INE i IGE (Els criteris de registre censal variaren i les dades de l'INE i de l'IGE poden no coincidir.) |       |       |       |       |

## Parròquies
- Albarellos (Santiago)
- Estevesiños (San Mamede)
- Flariz (San Pedro)
- Infesta (San Vicenzo)
- A Madanela (Santa María)
- Medeiros (Santa María)
- Monterrei (Santa María)
- Rebordondo (San Martiño)
- San Cristovo (San Cristovo)
- Vences (Santa Baia)
- Vilaza (San Salvador)

## Economia
Vins amb Denominació d'Origen Monterrei.